# Unar

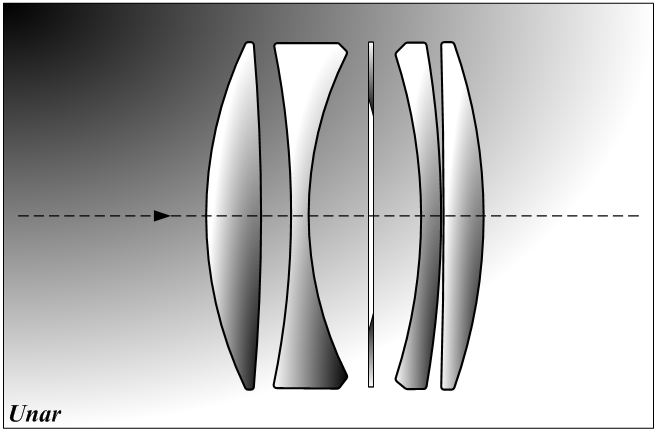
Schemat obiektywu Unar

Unar – obiektyw fotograficzny zaprojektowany w 1899 r. w zakładach Carl Zeiss przez Paula Rudolpha.

## Historia i konstrukcja
Konstruktorem Unara był Paul Rudolph, który w 1890 r. zbudował aplanat składający się z czterech soczewek klejonych po dwie w dwóch grupach. W czasie eksperymentów z nowo powstałym obiektywem Rudolph zauważył, podobnie jak niezależnie od niego pracujący H. L. Aldis, który w taki sposób zaprojektował swego Stigmatic, że rozdzielenie sklejonych elementów i oddzielenie ich na niewielką odległość poprawia niektóre z aspektów aberracji sferycznej. W czasie późniejszych prac z tak powstałym Unarem, Rudolph ponownie połączył ze sobą dwa tylne elementy tworząc w ten sposób klasyczny układ optyczny Tessar.